# Akhfennir
Akhfennir är en ort i Marocko.   Den ligger i provinsen Tarfaya och regionen El-Aaiún-al-Saqiyya al-Hamra, 800 km sydväst om huvudstaden Rabat. Akhfennir ligger 15 meter över havet och antalet invånare är 1 583.